# Kobe Universiade Memorial Stadium
El Kōbe Universiade Memorial Stadium (en español: Estadio Conmemorativo de la Universiada de Kōbe; en japonés: 戸総合運動公園ユニバー記念競技場) es un estadio multipróposito ubicado en la ciudad de Kōbe, Japón. El estadio esta inserto dentro del Kobe Sports Park, fue inaugurado en 1985 y posee una capacidad para 45 000 espectadores.

## Historia
Fue construido en 1985 para albergar la sede de la Universiada de verano de 1985. El club de fútbol Vissel Kobe de la J1 League utilizó el estadio hasta el año 2002 cuando se trasladó al nuevo y más moderno Home's Stadium Kobe.
En 2006, el estadio fue sede de la 61.ª edición del Festival Nacional del Deporte de Japón. El 9 de mayo de 2007 la Selección de rugby de Japón se enfrentó a los All Blacks neozelandeses en un juego amistoso con victoria del visitante por 25 a 36. 
En 2011 se realizaron los Campeonatos de Asia de atletismo y en 2012 albergó también una de las sedes de la Copa Mundial Femenina de Fútbol Sub-20 de 2012, en donde se disputaron seis encuentros del torneo en el estadio.

## Recopa Sudamericana
Cuatro ediciones de la Recopa Sudamericana se disputaron en el estadio.

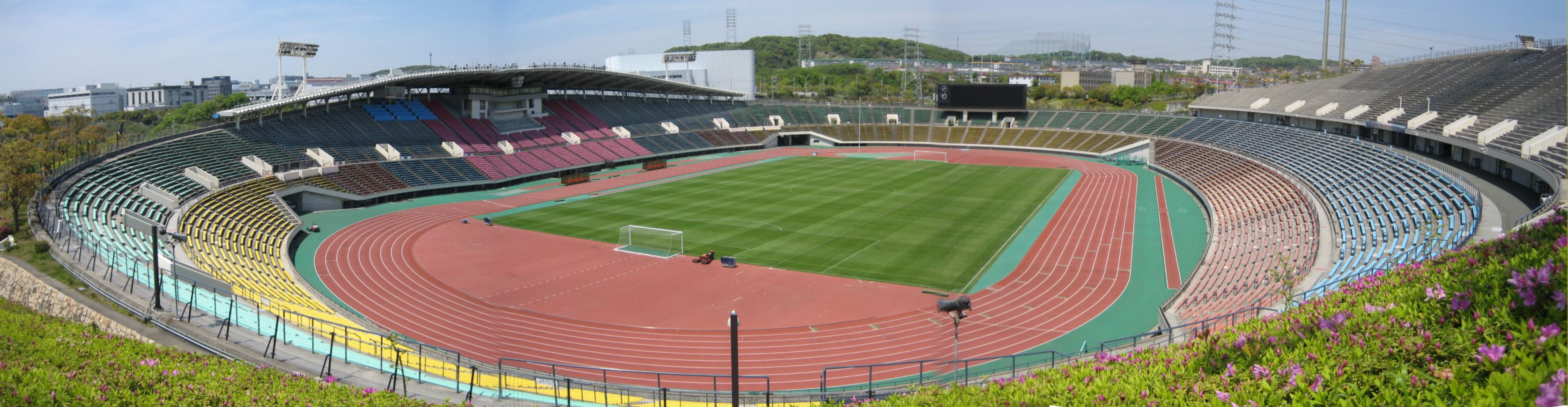
Imagen panorámica del estadio.

| Edición                  | Equipo      | Resultado     | Equipo          |
| ------------------------ | ----------- | ------------- | --------------- |
| Recopa Sudamericana 1992 | Colo-Colo   | 0 - 0 (5 - 4) | Cruzeiro        |
| Recopa Sudamericana 1994 | São Paulo   | 3 - 1         | Botafogo        |
| Recopa Sudamericana 1996 | Grêmio      | 4 - 1         | Independiente   |
| Recopa Sudamericana 1997 | River Plate | 1 - 1 (2 - 4) | Vélez Sársfield |